# دايسكي
الشخصية الأساسية والبطل في انيمي غريندايزر وملاح غريندايزر.هو أمير كوكب فليد ولذلك يدعى دوق فليد دمره الشرير فيجا الكبير, فقد دايسكي والده ووالدته أثناء تدمير كوكب فليد ولم يبقى إلا هو وأخته ماريا التي نجت بواسطة أحد المخلصين لكوكب فليد وأخذها إلى الأرض. أن دمر كوكبه قرر الانتقام من قوات فيجا ولهذا يذهب إلى نجم فيجا ويريد تدميرها وبينما كان يتجول في القاعدة عثر على آلي خارق، هذا الآلي لم يكن سوى الآلي غرندايزر، استخدم دايسكي هذا الآلي واستطاع الهروب والوصول إلى الأرض، وبعدها عاش على الأرض مع الدكتور آمون الذي ساعده من الموت والذي أصبح مثل والده الثاني..دايسكي أنسان هادئ محب للطبيعة ويعشق الأرض...في حلقات المسلسل يقوم دايسكي بحماية الأرض عن طريق الدفاع عنها بواسطة غريندايزر..مهارات دايسكي لا تقتصر على قيادة غريندايزر فهو أيضا يعشق ركوب الخيل على حصانه سيلفر وكذلك يركب الدراجة بمهارة.
كان دايسكى محارباً عظيما وابن الملك ولا ننسى مواقفه النبيلة مع القادة الاخرين مثل القائد جوس بطا نجم دلتا وما اجمله من حب للارض وعمارها
وهذه الشخصية من اروع شخصيات الكرتون بسبب الحب والشجاعة
تحليل:
الفكرة الرئيسية وراء أفلام كارتون غرندايزر وبطل الرواية الدوق فليد هو الصراع بين اليابان وأمريكا كرسالة موجهة للأمريكان (بعد قصف اليابان مرتان بالقنبلة الذرية) انه بالعلم والتكنولوجيا تستطيع اليابان -وهي جانب الخير كما في القصة- بدحر الأمريكان -وهي جانب الشر فيه- والإشارة لكل هذا واضحة جداً في المسلسل الكرتوني من حيث ان البطل -دايسكي- مزارع وهذا باعتبار انه المعسكر الشيوعي الذي يمجد الفلاح والعامل سينتصر على المعسكر الرأسمالي بالإضافة إلى امور أخرى منها ان العدو يعيش على القمر وفي الجانب المظلم منه دلالة على بعد أمريكا وإشارة إلى التقليل من شأنها باعتبارها «صغيرة» إذا ما عدت الدول بافعالها الخيرة لا بكبر مساحتها وعلى انها تحيا في الجانب المظلم من القمر واضح الدلالة على نواياها كما يشير لها المسلسل ويربي جيل الناشئة عليها..وكما تريد ان تشير اليابان بانها هي القوى المسالمة التي تسخر قواها لفعل الخير وتطوير الأرض بالسلام لا بالاسلحة التي تريد أمريكا استخدامها لقتل البشر واستعمار الدول..وتكررت فكرة المسلسل في مسلسلات أخرى مثل خماسي ومزنجر -أو ربما مسنجر- بينما نجد الفكرة نفسها تقريباً في مسلسل الكارتون -ساسوكي- لكن الفرق انه ساسوكي يعنى بشؤون يابانية داخلية كما انه المسلسل يعتبر تبشيري نوعاً ما للديانة البوذية